# Konrad Wilhelm Polthier
Konrad Wilhelm Polthier (* 2. November 1930 in Berlin-Dahlem; †  2016) war ein deutscher Autor und Herausgeber von Fachliteratur über Sicherheitstechnik und Brandschutz.
Polthier besuchte die Grundschule und Oberrealschule in Berlin-Zehlendorf bis zum Abitur. Danach arbeitete er als Bergarbeiter und Bergbaubeflissener im Kohlenbergbau in Dortmund-Bövinghausen und in Herten sowie im Salzbergbau bei Bad Salzdetfurth. Anschließend absolvierte er das Bergbaustudium an der Technischen Universität Berlin, schloss als Diplomingenieur ab und wurde später Branddirektor und Baudirektor bei der Berliner Feuerwehr.
Er arbeitete unter anderem als Dozent über Brand- und Explosionsschutz an der Fachhochschulen und Technischen Fachhochschule Wildau, als Mitglied in Fachnormen- und Sachverständigenausschüssen sowie in Arbeitsgemeinschaften und als Sachverständiger in Prüfungskommissionen. Er ist bekannt als Autor, Herausgeber und Mitherausgeber von Fachliteratur über Sicherheitstechnik und Brandschutz.

## Schriften
- Lexikon Brand- und Explosionsschutz. Verlag Kohlhammer, 1996, ISBN 3-17-013887-1.
- Handbuch Brandschutz. Verlag Kohlhammer, 1998.
- Mit Erwin Lemke (Autor): Handbuch Angewandte Sicherheitstechnik. ECOmed-Verlag, 1992.
- Mit Heinz Karl (Autor): Handbuch Werkschutz. Verlag Erich Schmidt, 2002.
- Mit Wilhelm Polthier (Autor): Die Familie Polthier – Fünf Jahrhunderte eines mecklenburgischen Bauern- und Bürgergeschlechts. 2001.

| Personendaten    | Personendaten                                                                             |
| ---------------- | ----------------------------------------------------------------------------------------- |
| NAME             | Polthier, Konrad Wilhelm                                                                  |
| KURZBESCHREIBUNG | deutscher Autor und Herausgeber von Fachliteratur über Sicherheitstechnik und Brandschutz |
| GEBURTSDATUM     | 2. November 1930                                                                          |
| GEBURTSORT       | Berlin-Dahlem                                                                             |
| STERBEDATUM      | 2016                                                                                      |